# Голлова, Наташа
Наташа Голлова или Ада Голл (чеш. Nataša Gollová, нем. Ada Goll) — чешская актриса театра, кино и телевидения.

## Биография
Наташа Голлова родилась 27 февраля 1912 года в Брно. Обучалась в Карловом университете и в Англии. Дебютировала в театре в 1934 г. Актриса театров в Оломоуце, Братиславе, Праге и Ческе-Будеёвице. Выступала в спектаклях телевидения. Умерла 29 октября 1988 года в Праге, похоронена на Вышеградском кладбище в Праге.

## Избранная фильмография
- 1932 — Учитель Идеал / Kantor Ideál
- 1935 — Бездетная / Bezdětná
- 1939 — Кристиан / Kristian
- 1939 — Эва делает глупости / Eva tropí hlouposti
- 1939 — Девушка в голубом / Dívka v modrém
- 1940 — Майская сказка / Pohádka máje
- 1940 — Катакомбы / Katakomby
- 1941 — Перчатка / Rukavička
- 1941 — Милый человек / Roztomilý člověk
- 1941 — Отель «Голубая звезда» / Hotel Modrá hvězda
- 1942 — Зачарованная / Okouzlená
- 1943 — Счастливого пути! / Šťastnou cestu
- 1951 — Пекарь императора — Император пекаря / Císařův pekař a pekařův císař
- 1960 — Скорый до Остравы / Rychlík do Ostravy
- 1965 — Блуждание / Bloudění
- 1966 — Призрак замка Моррисвилль / Fantom Morrisvillu
- 1968 — Сжигатель трупов / Spalovač mrtvol
- 1968 — Пражские ночи / Pražské noci
- 1968 — Грешные люди города Праги / Hříšní lidé města pražského
- 1969 — Дело для начинающего палача / Případ pro začínajícího kata